# Prix du meilleur scénario de jeu de rôle
Le prix du meilleur scénario de jeu de rôle est une récompense décernée depuis 2007 lors du festival international de science-fiction des Utopiales, en partenariat avec l'association Ludinantes.

## Palmarès
- 2007 : Nicolas Héraud[1] ;
- 2008 : Sylvain Plagne[2] ;
- 2009 : Pierre Mauger[3] ;
- 2010 : Dogan Ogreten[4] ;
- 2011 : Cyril Puig[5] ;
- 2012 : Victor Bret, pour Héros de guerre[6] ;
- 2013 : Cyril Puig et Stephan Foulc, pour Longue est la nuit[7] ;
- 2014 : Pierre-Eric Mouton, pour Les Brumes de Saint-Malo, écrit pour le jeu Les Lames du cardinal[8] ;
- 2015 : Jean-Marc Choserot, pour Un prophète, écrit pour le jeu Cthulhu[9] ;
- 2016 : Jean-Marc Choserot et Cyril Puig, pour Un été en hiver, écrit pour le jeu Delta Green dans l'univers de l'Appel de Cthulhu[10] ;
- 2017 : Tristan Verot, pour La Main ouverte, écrit pour le jeu Delta Green dans l'univers de l'Appel de Cthulhu[11] ;
- 2018 : ex aequo, Jean-Marc "Tolkraft" Choserot, pour Make Oneida great again et Sébastien Mège, pour Seul un fou ne sait pas qu'il l'est[12] ;
- 2019 : Jean-Marc "Tolkraft" Choserot et Tristan Verot, pour Comme un lundi, écrit pour le jeu l'Appel de Cthulhu[13] ;
- 2020 : annulation de la 21e édition des Utopiales à cause de la crise sanitaire[14] ;
- 2021 : Pierre-Eric Mouton, pour Ceux qui vont mourir, écrit pour le jeu Terre d'Arran aux éditions Black Book[15] ;
- 2022 : Ben Perrot, pour Blue Fighters, écrit pour le jeu Chroniques Galactiques aux éditions Black Book[16].
- 2023 : Lalie, pour Héritage, écrit pour le jeu L'Appel de Cthulhu.